# Movimento di opposizione alla guerra in Iraq

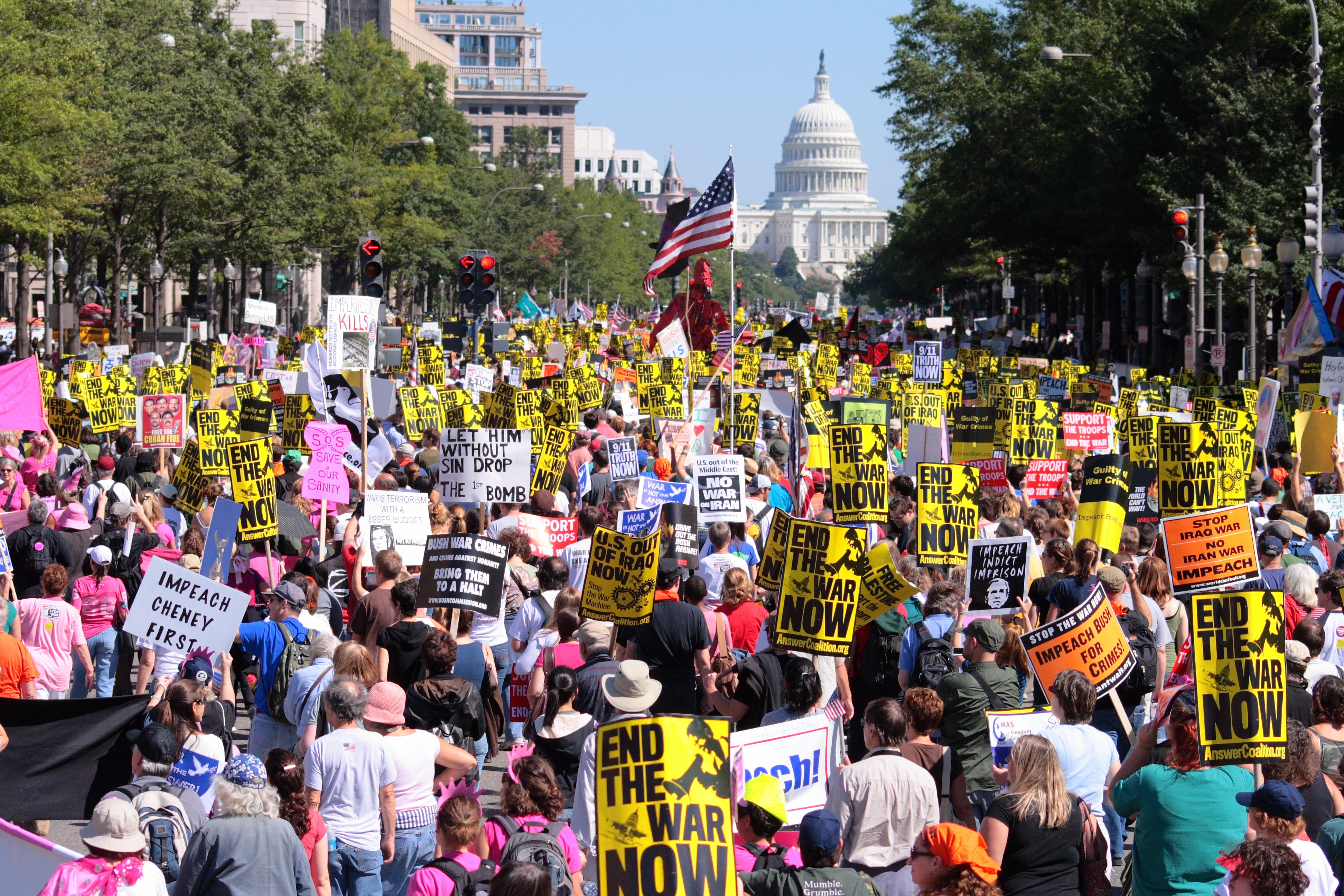
Proteste contro la guerra in Iraq in una manifestazione del 2007

Il movimento di opposizione alla guerra in Iraq fu un movimento sociale e politico che si verificò in tutto il mondo, sia prima che durante l’invasione dell'Iraq del 2003 da parte di una coalizione guidata dagli Stati Uniti. Gli individui e i gruppi che si opponevano alla guerra comprendevano i governi di molte nazioni che non presero parte all'invasione, compresi i confinanti Canada e Messico, alcuni alleati NATO in Europa come Francia e Germania, così come Cina e Indonesia in Asia, ed ampie porzioni delle popolazioni di quegli stati che presero parte all'invasione. Il sentimento di opposizione alla guerra era diffuso anche all'interno degli stessi Stati Uniti d'America.

## Storia
Le motivazioni sostenute da questi movimenti per opporsi a questa guerra comprendevano spesso la convinzione che la guerra fosse illegale secondo lo Statuto delle Nazioni Unite, oppure che la guerra avrebbe contribuito all'instabilità sia all'interno dell'Iraq che nel più ampio Medio Oriente. I critici misero anche in dubbio la validità degli obiettivi dichiarati della guerra, come un presunto collegamento tra il governo baathista del paese e gli attentati dell'11 settembre 2001 contro gli Stati Uniti, oltreché il possesso di armi di distruzione di massa "certificato" da quello che poi divenne il Nigergate, che gli Stati Uniti sostenevano nel periodo precedente la guerra, ma che si rivelò poi una totale costruzione pretestuosa.
Negli Stati Uniti, l'opinione pubblica sulla guerra cambiò in modo determinante nel tempo. Nonostante ci fosse una significativa opposizione alla guerra nei mesi precedenti l'attacco, i sondaggi condotti durante l'invasione mostrarono che la maggioranza dei cittadini statunitensi sosteneva l'azione del proprio governo. Tuttavia, nel 2004, l’opinione pubblica si era spostata verso una maggioranza che riteneva che l’invasione fosse stata un errore. Ci furono importanti critiche alla guerra anche da parte di politici statunitensi come Bernie Sanders, oppure dal personale militare e dei servizi di intelligence, tra cui generali come Anthony Zinni e Paul Eaton che pur avendo prestato servizio nella guerra e si espressero contro la sua gestione, chiedendo anche le dimissioni dell'ex segretario alla Difesa Donald Rumsfeld. Il tenente generale Gregory S. Newbold, apertamente critico nei confronti dei piani di Rumsfeld per l'invasione dell'Iraq, si dimise per protesta prima dell'invasione.
Nel resto del mondo, la guerra e l’occupazione furono ufficialmente condannate da 54 paesi e dai capi di molte delle principali religioni. Il sentimento popolare contro la guerra era forte in questi e in altri paesi, compresi gli alleati degli Stati Uniti nel conflitto, e molti videro enormi proteste di piazza con milioni di partecipanti.